# ジェイコブ・ジョーンズ
ジェイコブ・ニコラス・ジョーンズ (Jacob Nicholas Jones, 1768年3月 - 1858年8月3日) は、アメリカ海軍の軍人。最終階級は代将。擬似戦争、バーバリ戦争、米英戦争に従軍した。

## 生い立ち
ジョーンズはデラウェア州ケント郡スマーナの市街地から北西約1マイルに位置する農場で生まれた。彼の父親は模範的、道徳的で信心深い農民で、母親は家族から大いに愛されていた。母親はジョーンズが幼いときに死去し、父親も彼女の後を追うように死去し、ジョーンズは4歳で孤児となった。彼がその後どのようにして医師になったかははっきりしていない。薬学を学び、医師として働いた後に彼はデラウェア州最高裁判所の書記官に任命された。彼は第15代デラウェア州知事のジェームズ・サイクスの娘、アンナ・マチルダ・サイクスと結婚したが、アンナはジョーンズが海軍に入隊する前に死去した。

### 准尉
ジョーンズは1799年、31歳のときに合衆国海軍に入隊した。非常に高齢の士官候補生であり、当時の候補生は通常彼よりも10歳程度は若かった。ジョーンズは妻の死の悲しみが理由で海軍に入隊し、22ヶ月を士官候補生として過ごした。

### 大尉
フランスとの擬似戦争ではジョン・バリー代将の指揮するユナイテッド・ステーツ (USS United States) に乗り組み、1801年2月27日に大尉に任命された。1803年5月24日にフィラデルフィア (USS Philadelphia) に転任する。1803年10月31日にトリポリ湾で他の乗組員と共に捕らえられ、1805年6月まで拘束された。

### 中佐
1810年4月20日にジョーンズは中佐に昇進し、6月4日にワスプ (USS Wasp) の艦長となる。1812年10月にワスプは大西洋に出航した。10月13日にイギリス軍のブリッグ、ドルフィン (HMS Dorphin) を捕獲した。
ワスプは暴風による損害を受けたが、10月18日にはイギリス船団を攻撃し、激しい戦いの後スループのフロリック (HMS Frolic) を捕獲した。この戦いは後に有名になり、両艦の乗員は多数がひどく負傷したが、その後間もなくワスプはイギリス軍の戦列艦ポワティエ (HMS Poictiers) によって捕獲された。しかしながらジョーンズの功績は広くたたえられ、捕虜の交換で帰国した後彼は議会名誉黄金勲章を受章した。

### 大佐
ジョーンズに1813年3月に大佐に昇進し、フリゲートのマケドニア (USS Macedonian) 艦長となる。マケドニアは1814年の間ニューロンドンに封鎖されたディケーター艦隊の支隊の1隻であった。
その後ジョーンズはオンタリオ湖に転任、モホーク (USS Mohawk) 艦長として終戦まで過ごした。
1815年の第二次バーバリ戦争でジョーンズは再びマケドニアの艦長となり、その後1816年から18年までゲリエール (USS Guerriere) の艦長を務めた。

### 代将
ジョーンズは代将に昇進し、1821年から23年まで地中海で、1826年から29年まで太平洋で勤務した。その間陸上勤務ではワシントンD.C.で海軍委員を務め、1830年代から40年代にかけてボルチモアおよびニューヨークで重要な任務を務めた。1847年にフィラデルフィア海軍保護施設の司令官に任命され、1850年8月3日に死去するまで同職を務めた。

## 栄誉
彼の栄誉を称え、アメリカ海軍は3隻の艦にその名を命名した。ワシントン州のジョーンズ・アイランド州立公園も彼に因んで名付けられた。

## 参照
1. ↑  Cleaver, Mark M. (1906). The Life, Character, and Public Service of Commodore Jacob Jones. Wilmington, Delaware: The Historical Society Of Delaware
2. ↑  Majors, Harry M. (1975). Exploring Washington. Van Winkle Publishing Co. p. 14. ISBN 978-0-918664-00-6

- この記事はアメリカ合衆国政府の著作物であるDictionary of American Naval Fighting Shipsに由来する文章を含んでいます。 記事はこことここで閲覧できます。